# Бузиг
Бузиг (др.-греч. Βουζύγης «запрягший быка») — персонаж древнегреческой мифологии. Из Элевсина. Ему приписывалось введение многих аграрных обычаев в честь Персефоны и Деметры. Сперва его звали Эпименид. Впервые надел на быка изобретённое им ярмо. Основатель афинского жреческого рода Бузигов. Во время священной пахоты члены рода разражались проклятиями. Пахоту Бузигий («бычье ярмо») афиняне справляли у подножия Пелия как священный праздник. По версии Полиэна, афинянин, которому Демофонт отдал Палладиум.